# Taitetimu / Caswell Sound
Der Taitetimu / Caswell Sound ist ein als Fjord zu bezeichnender Meeresarm auf der Südinsel von Neuseeland.

## Geographie
Der rund 15,7 km lange Taitetimu / Caswell Sound befindet sich rund 52 km nordwestlich von Te Anau an dem südwestlichen Teil der Westküste der Südinsel. Der Sound besitzt eine Küstenlänge von rund 38 km und ist an seiner breitesten Stelle rund 1650 m breit. Der Eingang zum Sound, in dem die rund 510 m × 420 m große Insel Styles Island liegt, misst 1560 m. Die Fläche des Sound umfasst 15,7 km² und seine Tiefe erreicht 416 m. Das Wassereinzugsgebiet des Taitetimu / Caswell Sound wird mit 273 km² angegeben.
Die den Sound umgebenden Berge erheben sich bis auf über 1200 m Höhe. Nördlich des 1286 m hohen Fleetwood Peak ergießen sich die vom Lake Shirly kommenden Wasser der Shirly Falls in den Caswell Sound.
Rund 7 km südwestlich befindet sich der Taiporoporo / Charles Sound und rund 15 km nordöstlich der Te Houhou / George Sound.

## Geologie
Der Taitetimu / Caswell Sound ist im klassischen Sinne ein Fjord, der wie alle Fjorde im Südwesten der Südinsel auch, einerseits durch Gletscherbewegungen der letzten Kaltzeit entstanden ist und andererseits durch die Überflutung des Tals durch den ansteigenden Meeresspiegel gebildet wurde. Die Bezeichnung Sound kam durch die ersten europäischen Siedler und Seefahrer, die zahlreiche Täler in der Region Fiordland als Sounds bezeichneten, eine Benennung, die eigentlich nur für die von der Seeseite her geflutete Flusstäler verwendet wird, so wie die Sounds in den Marlborough Sounds im Norden der Südinsel. Die Seefahrer, zumeist englischer oder walisischer Herkunft, kannten von ihrer Heimat her keine Fjorde und so verwendeten sie für die Meeresarme die ihnen bekannten Bezeichnungen, die später auch nicht mehr korrigiert wurden.

## Casswell Sound Hut
Am Mündungsgebiet des Stillwater River in den Taitetimu / Caswell Sound befindet sich eine Wellblechhütte, die von der New Zealand-American Fiordland Expedition aus dem Jahr 1949 stammt. Die Expedition galt der Wapiti-Herde, die 18 an der Zahl im Jahr 1905 an den Ufern des Te Houhou / George Sound ausgesetzt wurden. Sie waren zur Hälfte ein Geschenk des US-Präsidenten Theodore Roosevelt an Neuseeland. Die Hirsche waren bis 1923 geschützt und durften bis 1934 nur kontrolliert geschossen werden. Danach wurden die Auflagen zur Jagd der Tiere gänzlich abgeschafft.
Die Hütte wird von den Jägern in einer seit 1949 modifizierten Form heute noch genutzt.